# Abimelech (prince)
Pour les articles homonymes, voir Abimelech.
Abimelech (ou Abimelek) (en hébreu : אֲבִימֶלֶךְ|אֲבִימָלֶךְ) est un personnage de la Genèse. Il est roi des Philistins et basé dans la ville de Guérar.

## Récit biblique

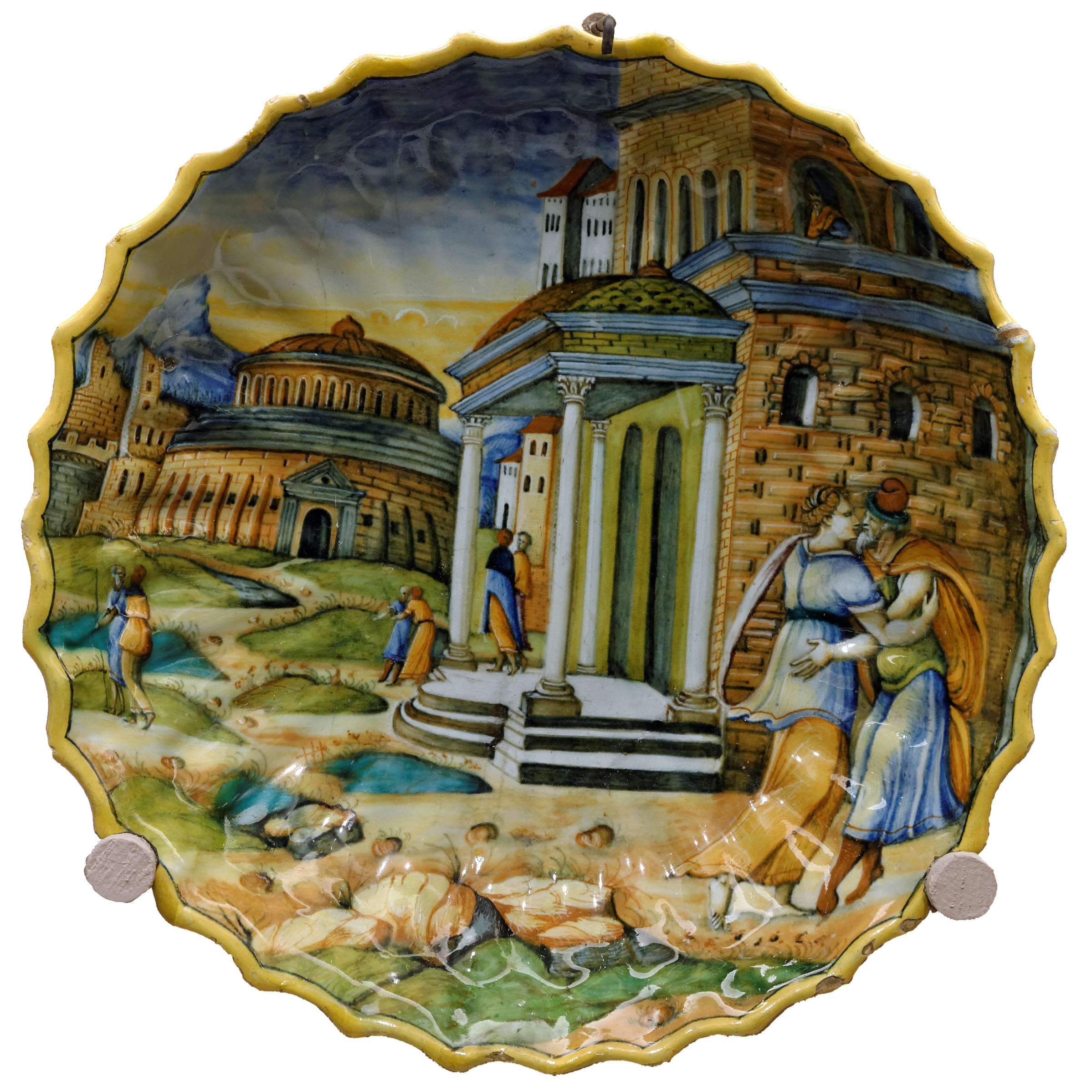
faïence du XVIe siècle représentant Abimelech épiant Isaac et Rébecca.

Abimelech enlève Sarah, la croyant sœur d'Abraham et non son épouse, mais il la lui rend avec de grands présents dès qu'il connaît son erreur lors d'un rêve. Abimelech se trouve dans le même cas à l'égard de Rébecca, femme d'Isaac.

## Interprétation
Selon une interprétation, l'Abimelech qui s'attribue Rébecca est le fils de celui qui s'attribue Sarah. Des midrashim identifient l'Abimélech rencontré par Isaac à Benmélech, fils de l'Abimélech rencontré par Abraham,.